# Панельный компьютер

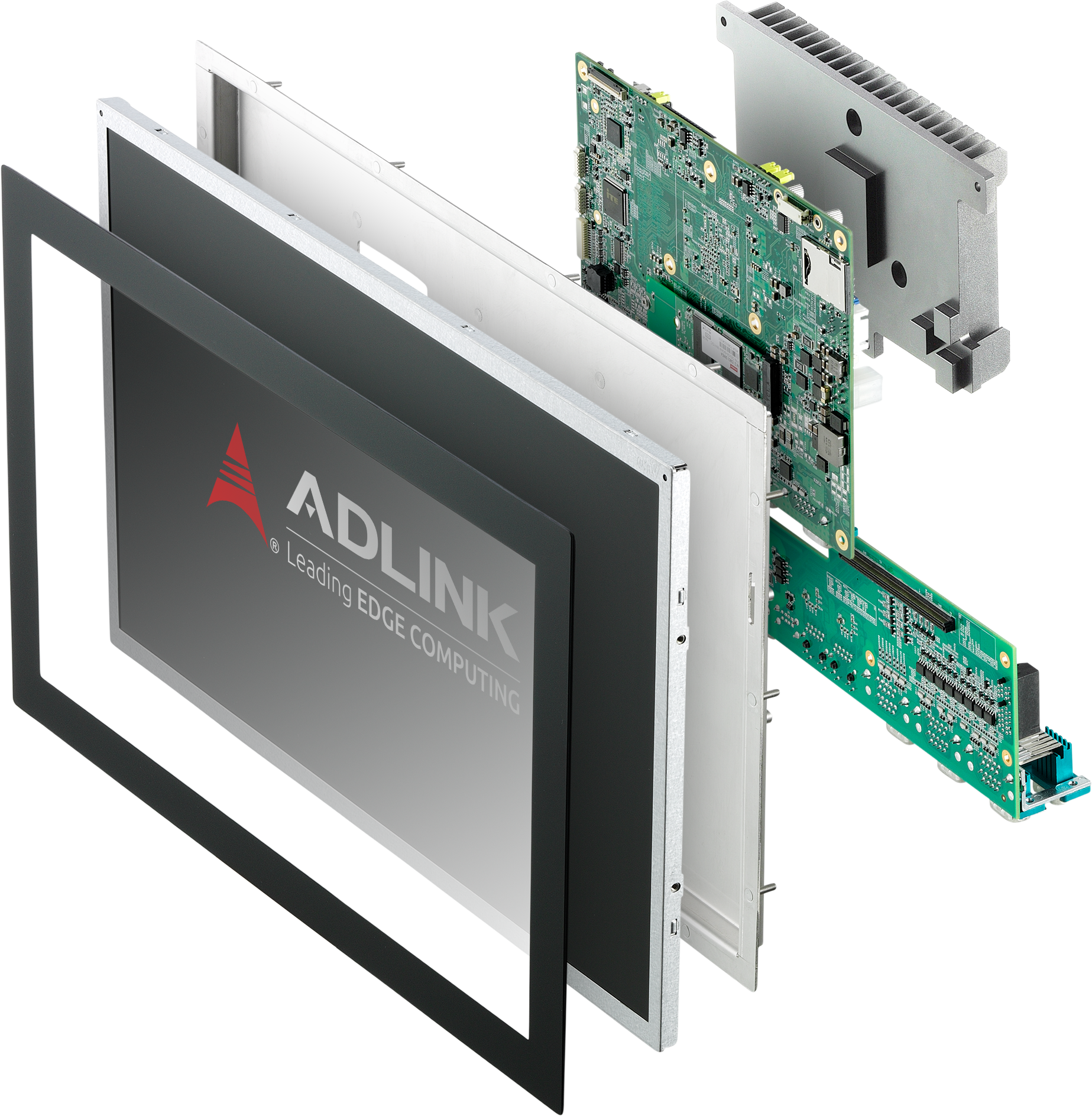
Панельный компьютер фирмы «ADLINK»

Панельный компьютер (также плоскопанельный, Panel PC) — промышленный компьютер, совмещающий в одном корпусе системный блок и дисплей (обычно сенсорный). Панельные компьютеры применяются в различных отраслях автоматизации — ЖКХ, умный дом, в медицине, системах мониторинга и управления объектов тепло- и электроэнергетики, банковском деле, торговле, на транспорте, в общественном питании.
Промышленные панельные компьютеры требуют при эксплуатации повышенной надёжности и компактности периферийных устройств. Применяемые повышенная влагозащита и термозащита, жёсткие диски, стойкие к вибрациям и ударам, наличие специализированных интерфейсных портов, позволяют использовать эти устройства в качестве встраиваемых рабочих станций в производстве, платежных и кассовых терминалах, информационных табло, опасных зонах.
Монитор, и он же — сенсор, в панельном компьютере может быть двух типов — резистивный и ёмкостной (мультитач). Преимущество резистивного сенсора — реакция на нажатие любым твердым предметом, что удобно в условиях промышленного использования. Особенность ёмкостного мультитача — реакция на одновременное касание в нескольких точках экрана, что делает удобным операции пролистывания и масштабирования. Сенсор некоторых промышленных панельных компьютеров способен реагировать на касание руки в перчатке.
Выпускаются различными производителями промышленного оборудования. Объём рынка промышленных панельных компьютеров в 2021 году превысил миллиард долларов.